# Hale County This Morning, This Evening
Hale County This Morning, This Evening è un documentario del 2018 diretto da RaMell Ross candidato al premio Oscar al miglior documentario.